# سقوط کردن
سقوط کردن (به انگلیسی: Crashing) مجموعهٔ تلویزیونی کمدی-درام بریتانیایی است که به سفارش کانال ۴، توسط بیگ تاک پروداکشنز تهیه شد. پخش این مجموعهٔ ۶ قسمتی از ۱۱ ژانویهٔ ۲۰۱۶ آغاز شد و نویسنده و سازندهٔ آن فیبی والر-بریج است.

## پیونده به بیرون
- وبگاه رسمی
- سقوط کردن در بانک اطلاعات اینترنتی فیلم‌ها (IMDb)